# Цианид кадмия
Цианид кадмия — неорганическое соединение, соль металла кадмия и синильной кислоты, формулой Cd(CN)2. При нормальных условиях представляет собой белый порошок, почти не растворимый в воде. Растворяется в метиламине. Очень ядовит, канцерогенен.

## Получение
- Взаимодействие солей кадмия(II) с цианидами щелочных металлов:

{\displaystyle {\mathsf {CdSO_{4}+2MeCN\ {\xrightarrow {}}\ Cd(CN)_{2}+Me_{2}SO_{4}}}}
{\displaystyle {\mathsf {CdSO_{4}+2KCN\ {\xrightarrow {}}\ Cd(CN)_{2}+K_{2}SO_{4}}}}

## Физические свойства
Цианид кадмия образует белый порошок или октаэдрические кристаллы, с плотностью около 2,23 г/см³. Плохо растворяется в воде, но растворим в метиламине.

## Химические свойства
- Взаимодействует с избытком раствора цианида щелочного металла. В ходе реакции образуются тетрацианокадматы:

{\displaystyle {\mathsf {Cd(CN)_{2}+2MeCN\ {\xrightarrow {}}\ Me_{2}[Cd(CN)_{4}]}}}
{\displaystyle {\mathsf {Cd(CN)_{2}+2NaCN\ {\xrightarrow {}}\ Na_{2}[Cd(CN)_{4}]}}}

## Токсичность
Сочетая в себе как ядовитый металл кадмий, так и ядовитую циановую группу, цианид кадмия является очень ядовитым и канцерогенным веществом.